# Le Plumard en folie
Pour plus de détails, voir Fiche technique et Distribution.
Le Plumard en folie est une comédie à sketches franco-québécoise de Jacques Lemoine sortie le 3 avril 1974.

## Synopsis
Un grand lit raconte les épisodes croustillants de sa brève existence, au cours de laquelle il en a vu défiler de bien belles.

## Fiche technique
Sauf indication contraire, les informations mentionnées dans cette section peuvent être confirmées par la base de données cinématographiques Unifrance,  présente dans la section « Liens externes ».
- Réalisateur : Jacques Lemoine, sous le nom de Jacques Lem
- Scénario : Rita Krauss, Jacques Lemoine et Robert Thomas
- Musique : Charles Dumont
- Pays de production :  France -  Canada
- Sortie : 3 avril 1974
- Durée : 1h20
- Genre : comédie érotique

## Distribution
- Alice Sapritch : la dame blonde
- Michel Galabru : Charles
- Jacques Préboist : Jacky, un livreur
- Paul Préboist : Paul, un livreur
- Jean Lefebvre : Adrien
- Anna Gaël : Sylviane, la femme de chambre
- Robert Castel : M. Albert, le directeur de l'hôtel
- Christian Duvaleix : l'évadé #1
- Henri Tisot : l'amateur de parties fines
- Claude Gensac : Adrienne
- Denise Filiatrault : Fabienne
- Claude Michaud : Oscar, le garçon d'étage
- Willie Lamothe : l'évadé #2
- Anne Libert : Mlle Prudent
- Patrick Topaloff : monsieur Loyal
- Vincent Gauthier : le gigolo
- André Badin : le patron des livreurs
- Roger Carel : le lit (voix seulement)
- Pamela Stanford : une fille dans un rêve
- Gilles Latullipe : un moine
- Anne Aor
- André Tomasi
- Liza Braconnier
- Jacqueline Laurent
- Pierre Péchin
- Simone Bach
- Marc François
- Nathalie Zeiger
- Claude Sabas
- Pierre Mouton
- Gabriel Le Doze
- Martine Leclerc